# Electric Wizard
Electric Wizard – doom metalowy zespół z Dorset, w Anglii, stworzony w 1993 roku. Zespół nagrał do tej pory 8 albumów studyjnych, z których dwa stały się ważnymi pozycjami w swoim gatunku muzycznym: Come My Fanatics... oraz Dopethrone. Electric Wizard ma własny, odrębny styl, łączący cechy tradycyjnego doom metalu ze stonerem i sludgem, razem z tekstami mówiącymi zazwyczaj o okultyzmie, czarnoksięstwie, literaturze H.P. Lovecrafta, horrorach i marihuanie. W 2003 roku grupę opuściło dwóch z jej założycieli, Tim Bagshaw i Mark Greening, odchodząc do zespołu Ramesses i pozostawiając Jusa Oborna jako ostatniego z oryginalnego składu.

## Historia
Electric Wizard rozpoczął swoją działalność w Dorset, w Anglii, 1993 roku, kiedy gitarzysta Jus Oborn opuścił zespół Eternal/Thy Grief Eternal i połączył siły razem z basistą Timem Bagshawem i perkusistą Markiem Greeningiem.
W 1995 zespół podpisał umowę z Rise Above Records i wydał debiutancki album, Electric Wizard. Muzyka była w duchu tradycyjnego doom metalu i zebrała pozytywne recenzje. Rok później wydali piosenkę „Demon Lung”, jako split-singiel razem z Our Haunted Kingdom (późniejszy Orange Goblin). W 1997 roku zespół nagrał i wydał Come My Fanatics..., album który zdefiniował styl muzyczny Electric Wizard. Po roku, Man’s Ruin Records przedstawiła zespół amerykańskim słuchaczom poprzez wydanie EP Chrono.Naut.
Trzy lata po wydaniu Come My Fanatics... członków Electric Wizard spotkała seria niepowodzeń. Mieli problemy z wymiarem sprawiedliwości – Oborn został aresztowany za posiadanie marihuany, Greening za napaść na oficera policji, Bagshaw dostał wyrok za kradzież. Mieli także problemy zdrowotne – Oborn uszkodził sobie bębenek w uchu podczas koncertu, stracił także opuszkę palca podczas majsterkowania w domu. Greening natomiast złamał obojczyk w wypadku motocyklowym. W tym okresie zespół wydał EP Supercoven dla Bad Acid Records.
Po uporaniu się z problemami, Electric Wizard wreszcie nagrał i wydał swój trzeci album, Dopethrone, w 2000 roku. Styl tego albumu rozwinął się na bazie kompozycji znajdujących się na Come My Fanatics... i popchnął on doom metal w nowe muzyczne obszary. Następny album grupy, zatytułowany Let Us Prey, został wydany w 2002 roku. To najbardziej eksperymentalne nagrania Electric Wizard, zawierające agresywne dźwięki zbliżone do sludge metalu. Po wydaniu albumu zespół rozpoczął niefortunne tournée po Ameryce Północnej, które doprowadziło do spięć między muzykami. Koncert finałowy trasy został ogłoszony jako ostatni występ Electric Wizard w ogóle, ale na szczęście okazało się to przedwczesną deklaracją. Electric Wizard powrócił następnie do Wielkiej Brytanii na tournée z Cathedral, podczas którego miejsce Greeninga zajął Justin Greaves (z Iron Monkey). W kwietniu 2003 roku Greening i Bagshaw odeszli z zespołu, aby założyć Ramesses.
W sierpniu 2003 roku Oborn ujawnił nowy skład Electric Wizard – perkusistę Justina Greavesa, drugą gitarzystkę Liz Buckingham (z 13 and Sourvein) i basistę Roba Al-Issa. W tym składzie zespół nagrał We Live w 2004 roku, podobną dźwiękowo do Let Us Prey, ale w znacznie bardziej zwartym stylu. Opinie na temat albumu, wśród krytyków jak i fanów, były mieszane. Greaves opuścił zespół w 2006 roku i został zastąpiony przez Shauna Ruttera. W listopadzie 2007 roku Electric Wizard wydał swój szósty album, zatytułowany Witchcult Today. W większości został nagrany na sprzęcie audio z lat 70. Dzięki Witchcult Today zespół uzyskał najlepszy od 2000 roku odzew fanów.
W listopadzie 2010 roku Electric Wizard wydał swój siódmy album studyjny - Black Masses.

## Muzycy

### Obecny skład zespołu
- Jus Oborn – śpiew, gitara prowadząca (od 1993)
- Liz Buckingham – gitara, organy Hammonda (od 2003)
- Glenn Charman – gitara basowa (od 2012)
- Mark Greening – perkusja (1993-2003, od 2012)

### Byli członkowie zespołu
- Simon Poole – perkusja (2012)
- Tas Danazoglou – gitara basowa (od 2008-2012)
- Shaun Rutter – perkusja (od 2006-2012)
- Rob Al-Issa – gitara basowa (2003-2008)
- Tim Bagshaw – gitara basowa (teraz w zespole Ramesses) (1993-2003)
- Justin Greaves – perkusja (były członek Iron Monkey, Borknagar, Hard to Swallow, Teeth of Lions Rule the Divine; obecny członek Crippled Black Phoenix) (2003-2006)

## Dyskografia

### Albumy studyjne
| Electric Wizard             | - Data: styczeń 1995 - Wydawca: Rise Above Records                          | –  | –  | –   |
| Come My Fanatics...         | - Data: styczeń 1997 - Wydawca: Rise Above Records                          | 28 | –  | –   |
| Dopethrone                  | - Data: 9 października 2000 - Wydawca: Rise Above Records                   | –  | –  | –   |
| Let Us Prey                 | - Data: 25 marca 2002 - Wydawca: Rise Above Records                         | –  | –  | –   |
| We Live                     | - Data: 28 czerwca 2004 - Wydawca: Rise Above Records                       | –  | –  | –   |
| Witchcult Today             | - Data: 12 listopada 2007 - Wydawca: Rise Above Records                     | –  | –  | –   |
| Black Masses                | - Data: 1 listopada 2010 - Wydawca: Rise Above Records                      | 32 | –  | –   |
| Time to Die                 | - Data: 29 września 2014 - Wydawca: Witchfinder Records                     | 14 | 64 | 148 |
| Wizard Bloody Wizard        | - Data: 17 listopada 2017 - Wydawca: Spinefarm Records, Witchfinder Records |    |    |     |
| „—” album nie był notowany. |                                                                             |    |    |     |

### Splity
| Demon Lung / Aquatic Fanatic (split z Our Haunted Kingdom)    | - Data: 1996 - Wydawca: Rise Above Records            | — |
| Chrono.Naut/Nuclear Guru (split z Orange Goblin)              | - Data: 8 grudnia 1997 - Wydawca: Man’s Ruin Records  | — |
| Electric Wizard / Reverend Bizarre (split z Reverend Bizarre) | - Data: 5 września 2008 - Wydawca: Rise Above Records | 8 |
| „—” album nie był notowany.                                   |                                                       |   |

### Minialbumy
| Tytuł                     | Dane dot. albumu                                           |
| ------------------------- | ---------------------------------------------------------- |
| Chrono.Naut               | - Data: marzec 1997 - Wydawca: Man’s Ruin Records          |
| Supercoven                | - Data: 1998 - Wydawca: Bad Acid                           |
| The Processean            | - Data: 13 grudnia 2008 - Wydawca: Rise Above Records      |
| Legalise Drugs and Murder | - Data: 1 października 2012 - Wydawca: Satyr IX Production |